# Петроглифы на реке Ориноко
Петроглифы на реке Ориноко — петроглифы в Венесуэле. Расположены в двух местах: недалеко от города Седеньо в штате Боливар и в штате Амасонас.
Близ Седеньо петроглифы были обнаружены Александром фон Гумбольдтом на левом берегу Ориноко. Они вырезаны в гранитах и гнейсах. Впоследствии рядом было обнаружено большое количество древних наскальных отпечатков.
Петроглифы в Амазонасе находятся в муниципалитете Атурес, их обнаружили в 2017 году.
Река Ориноко протекает на 2150 км около бразильской границы на юге и до дельты на северо-востоке Венесуэлы. В дельте находится множество островов, на которых в домах на сваях живут племена «япао» (люди каноэ). Экскурсии в большинстве случаев проходят на моторных лодках.